# Грани

Ультраструктура хлоропласту: 1. зовнішня мембрана 2. міжмембранний простір 3. внутрішня мембрана (1+2+3: оболонка) 4. строма (рідина) 5. тилакоїд з просвітом (люменом) усередині 6. мембрана тилакоїду 8. тилакоїд (ламела) 9. зерно крохмалю 10. рибосома 11. пластидна ДНК 12. пластоглобула (крапля жиру)

Грани - стоси з тилакоїдів, основні елементи внутрішньої структури хлоропласту. 

## Опис
Розташовані перпендикулярно поверхні хлоропласту. У ньому може бути 10—50 гран, які з'єднані між собою в єдину систему ламеллами (міжгранними тилакоїдами). Розмір гран - близько 1 мкм.
У гранах розташовані молекули хлорофілу та відбувається синтез вуглеводів.